# Казачонок Володимир Олександрович
Володимир Олександрович Казачонок (рос. Владимир Александрович Казачёнок, 6 вересня 1952, Колпіно, Ленінград — 26 березня 2017, Санкт-Петербург) — радянський футболіст, нападник. Один з найкращих гравців в історії «Зеніту». Майстер спорту СРСР міжнародного класу. Гравець збірної СРСР. Після завершення ігрової кар'єри — російський футбольний тренер та функціонер. Заслужений тренер Росії.

## Біографія
Володимир Казачонок народився в місті Колпіно, що дав російському футболу, крім нього, ще Герасимова, Панова, Хромченкова та деяких інших гравців. Зібравши з друзями команду, грав на турнірах «Шкіряний м'яч». Потім протягом деякого часу виступав у місцевій команді «Іжорець». Одним з перших тренерів Казачонка був Сергій Сальников. У команду «Зеніт» потрапив в 1971 році, але довгий час не міг пробитися в основний склад. За словами самого Володимира, його природні дані були досить скромними, і все, чого він зміг домогтися надалі — результат роботи над собою. У чемпіонатах 1974 і 1975 року зіграв 41 матч. Футболістом, які не служили в армії, стали цікавитися відомчі клуби. Володимир прийняв пропозицію московського «Динамо», тим більше з тодішнім тренером «Зеніту» Зоніним відносини складалися невдало.
Граючи в «Динамо» поруч з такими гравцями, як Пільгуй, Бубнов, Гершкович, Казачонок вчився у них майстерності й скоро став улюбленцем уболівальників. Відігравши в «Динамо» три сезони й завоювавши Кубок країни (1977), він перейшов назад в «Зеніт», який тепер тренував Юрій Морозов.

У 1980 році ленінградці завоювали бронзові медалі чемпіонату, а Казачонок був визнаний найкращим гравцем сезону в складі синьо-біло-блакитних. З 1981 року Казачонок став капітаном команди. Вболівальники присвятили йому безліч кричалок:
«У нашего „Зенита“ болельщиков не счесть, пока такие люди, как Казачёнок есть».

«Кто болеет за „Зенит“, у того жена родит не мальчишку, не девчонку, а Володю Казачёнка!»

«Я хочу иметь ребёнка от Володи Казачёнка!»
У 1983 році, незважаючи на безліч пропозицій, він вирішив закінчити кар'єру гравця: з новим тренером клубу Павлом Садиріним спільної мови не знайшов, а грати десь ще, крім рідного клубу, не хотів. До того ж у Володимира дала про себе знати стара травма, через сильний біль в колінному суглобі він став відчувати величезний дискомфорт.
Після цього грав за ветеранські команди, намагався знайти нове заняття. Працював бригадиром вантажників в трансагентстві, пробував тренувати ленінградське «Динамо», рік працював у Фінляндії, пробував себе в ролі коментатора футбольних матчів, працював завучем у СДЮШОР «Зеніт», пробував стати депутатом, але в останній момент зняв свою кандидатуру. Нарешті, знайшов себе на тренерському терені з другої спроби. Спочатку знову попрацював в петербурзькому «Динамо», потім в «Петротресті».
З 2006 року тренував команду «Хімки», в перший же рік вивівши її з Першого дивізіону в Прем'єр-лігу. В середині сезону 2007 у Володимира Казачонка виникли проблеми зі здоров'ям. Лікарі поставили діагноз — гіпертонія. Казачонок через місяць ненадовго повернувся до керівництва командою, але 6 вересня, в день свого 55-річчя, все ж залишив посаду головного тренера.
У січні 2010 року приступив до обов'язків головного тренера естонського клубу «Калев» з Сілламяе, де працював до кінця грудня 2011 року. 14 червня 2013 року був призначений спортивним директором «Калева».
З початку 2014 року обіймав посаду директора футбольної академії «Зеніта».
З 2012 року, після того, як збірна Санкт-Петербургу стала традиційним учасником Меморіалу Валентина Гранаткіна, беззмінно був її головним тренером на турнірі.
Помер 26 березня 2017 року на 65 році життя. Похований на Серафимівському кладовищі.

## Досягнення
- Бронзовий призер чемпіонату СРСР: 1980
- Володар Кубка СРСР: 1977
- Член клубу Григорія Федотова: 104 голи
- Включений в список 33 кращих футболістів сезону в СРСР: 1974, 1979, 1980 (всі три рази — під № 3)